# عبد السلام حنفي
عبد السلام حنفي (بالدرية: عبدالسلام حنفی) هو زعيم سياسي وديني أوزبكي أفغاني، و زعيم بارز في حركة طالبان، و النائب الثانِ لرئيس الوزراء بالإنابة، إلى جانب عبد الغني برادر ومولوي عبد الكبير في إمارة أفغانستان الإسلامية منذ سبتمبر 2021، وعضو مركزي في المفاوضات في مكتب قطر. كما شغل من قبل منصب نائب وزير التربية والتعليم في حكومة طالبان.
عبد السلام حنفي من ولاية جوزجان الواقعة شمال أفغانستان. درس في العديد من المعاهد الدينية بما في ذلك كراتشي في باكستان. كما قام بالتدريس في جامعة كابل لبعض الوقت. كان عبد السلام حنفي جزءًا من حركة طالبان منذ البداية. ومع ذلك فهو معروف بشكل عام في صفوف حركة طالبان بصفته «عالم دين».